# 뚜이프억현
뚜이프억현(베트남어: Huyện Tuy Phước / 縣綏福)은 베트남 남중부 지방 빈딘성의 현이다.

## 행정 구역
뚜이프억현은 2시진, 11사를 관할하고 있다.

### 시진
- 뚜이프억 시진 (Thị trấn Tuy Phước, 綏福市鎭)
- 제우찌 시진 (Thị trấn Diêu Trì, 瑤池市鎭)

### 사
- 프억안 사 (Xã Phước An, 福安社)
- 프억히엡 사 (Xã Phước Hiệp, 福協社)
- 프억호아 사 (Xã Phước Hòa, 福和社)
- 프억흥 사 (Xã Phước Hưng, 福興社)
- 프억록 사 (Xã Phước Lộc, 福祿社)
- 프억응이어 사 (Xã Phước Nghĩa, 福義社)
- 프억꽝 사 (Xã Phước Quang, 福光社)
- 프억선 사 (Xã Phước Sơn, 福山社)
- 프억타인 사 (Xã Phước Thành, 福城社)
- 프억탕 사 (Xã Phước Thắng, 福勝社)
- 프억투언 사 (Xã Phước Thuận, 福順社)